# جيمس مانينغ تايلر
جيمس مانينغ تايلر (بالإنجليزية: James Manning Tyler)‏ هو قاضي ومحامي وسياسي أمريكي، ولد في 27 أبريل 1835 في ويلمنغتون في الولايات المتحدة، وتوفي في 13 أكتوبر 1926 في براتلبورو في الولايات المتحدة. حزبياً، نشط في الحزب الجمهوري. وقد انتخب عضو مجلس نواب فيرمونت وانتخب عضو مجلس النواب الأمريكي.